# Miguel Angueira
Miguel Angueira francia akrobatikus rock and roll táncos, többszörös világbajnok. Partnerével, Natasha Quoy-jal a WRRC (World Rock and Roll Confederation) "főosztályú táncosok" kategóriájában 2011-ig első helyen szerepel.

## Partnerek
- Dorothée Blanpain
- Natasha Quoy
- Clarisse Solbes
- Helen Trickleby

## Díjak, elismerések
- 1990 - Amatőr világbajnok (Dorothée Blanpain-nel)
- 1991 - Világbajnok (Dorothée Blanpain-nel)
- 1992 - Világbajnok (Dorothée Blanpain-nel)
- 2005 - Európa-bajnok (Natasha Quoy-jal)
- 2006 - Európa-bajnok (Natasha Quoy-jal)
- 2008 - Európa-bajnok (Natasha Quoy-jal)
- 2010 - Európa-bajnok (Helen Trickleby-vel)

## Mai napokban
Angueira jelenleg a franciaországi Gardban, a L'Eviadanse tánciskolában tánctanár, akrobatikus rock and roll és salsa oktató.